# Amelle Chahbi
Amelle Chahbi, née le 21 août 1980 à Paris, est une comédienne, autrice de théâtre et réalisatrice française.
Révélée par sa participation au Jamel Comedy Club, elle confirme sur scène en interprète et co-auteur de la pièce  Amour sur place ou à emporter, jouée entre 2011 et 2013 à Paris.

## Biographie

### Débuts et révélation comique
Amelle Chahbi fut formée à l'école de Théâtre international Béatrice Brout, à la ligue d'improvisation théâtrale de Paris et au centre de Danse du Marais. Elle débute sur la chaîne Comédie !, puis est découverte par le public sur Canal+, sous la direction de Dominique Farrugia, en tant que Miss Météo.
Elle écume les scènes ouvertes de Paris pour jouer, et décide un jour avec ses amis de former la troupe Barres de rires, qui devient plus tard le Jamel Comedy Club. L'émission lancée sur la chaîne Canal + durant l'été 2006 est un succès commercial et place l'ensemble des comédiens sous les projecteurs.
La comédienne se forge sur scène avec son sketch phare Les Michetonneuses en faisant les premières parties de Jamel Debbouze. Elle enchaîne les tournées avec la troupe en France, en Suisse, en Belgique, au Canada et à Londres. La bande d'humoristes quitte l'émission au terme de la troisième saison, durant l'été 2008, pour prendre son envol, notamment dans des spectacles solo. Elle se retrouve néanmoins pour plusieurs projets dévoilés en 2009 : Chahbi joue ainsi une version écervelée et superficielle d'elle-même dans la série Inside Jamel Comedy Club, co-créée par Fabrice Eboué ; puis elle double le personnage principal du film animé de Walt Disney Pictures, Le chihuahua de Beverly Hills.
Sa carrière en solo commence avec l'animation d'un  JT parodique dans la peau de Khaltoum Zouzou dans l'émission Les Agités du bocal, sur France 4. Elle y crée un personnage de chanteuse RnB, Melissa Souffre. Elle va dès lors alterner télévision, cinéma et théâtre.

### Diversification
En 2010, elle interprète au cinéma le premier rôle féminin du film franco-belge Les barons aux côtés de Nader Boussandel et Édouard Baer, sous la direction de Nabil Ben Yadir.
Sur scène, elle écrit et interprète avec son ex-compère du Jamel Comedy Club Noom Diawara, la comédie Amour sur place ou à emporter. La pièce se joue à guichet fermé. D'après le quotidien Le Parisien : « Amour sur place ou à emporter est le phénomène du moment », « Ils dépoussièrent le théâtre. »
En novembre 2010, elle fait partie de l’émission Ce soir avec Arthur sur la chaîne Comédie !, où elle crée et incarne les personnages de Julien, Tata Zouzou, Audrey Martin, Déborah Chalala et Khadij. L'émission connait un succès confidentiel, mais constitue une vitrine pour plusieurs jeunes humoristes.
Au cinéma, elle multiplie les tournages de comédies en décrochant successivement le rôle d'Isabelle dans le film Denis réalisé par Lionel Bailliu, celui de Rose dans le film Joséphine, réalisé par Agnès Obadia aux côtés de Marilou Berry et Mehdi Nebbou. Elle interprète le rôle de Karina dans le film Le Crocodile du Botswanga de Fabrice Eboué et Lionel Steketee.
En 2012, elle quitte la bande d'Arthur pour se concentrer sur la comédie.

### Passage à la réalisation et one-woman-show
En 2013, elle devient réalisatrice en adaptant au cinéma sa pièce à succès Amour sur place ou à emporter dans un film du même nom qui totalise 412 282 entrées. Au même moment, la comédienne est nommée au prix Beaumarchais dans la catégorie Chérubin, prix destiné aux révélations et coups de cœur théâtraux.[réf. nécessaire]
En 2016, Amelle revient sur les planches au Théâtre de Paris avec son premier seule en scène Où est Chahbi mis en scène par Josiane Balasko.
Elle signe également la réalisation de son premier film documentaire Pourquoi nous détestent-ils diffusé sur Planète+, les Inrocks le qualifie de « captivant et salutaire ».
À la suite du buzz généré, par la diffusion d'extraits sur les réseaux sociaux, le documentaire sort au cinéma le 7 décembre 2016.
En 2017, elle réalise une série de dix épisodes pour France Télévisions diffusés sur Youtube durant les élections présidentielles intitulés  « Et toi tu votes ? » avec pour objectif d'inciter les jeunes à voter.
La même année elle est membre du jury du 3e Festival du film de Pauillac.
En 2020 Amelle fait partie du casting du film DES HOMMES de Lucas Belvaux en sélection officielle du festival de Cannes ou elle donne la réplique à Gérard Depardieu.
La même année elle participe au film Tout simplement noir de et avec jean Pascal Zadi.
On la voit également dans la série « faites des gosses » au côté de fred Testo, Jonathan Lambert et Constance Dollé.
En 2022 elle est dans la série « Le remplaçant » avec entre autres Barbara Schultz et Joe Starr.
En mars 2021, elle anime son podcast,intitulé "Dinguerie Rooom" où elle reçoit des collègues standupeurs qui parlent de leur parcours et de leurs passion pour le stand up.
En 2024, elle co-écrit avec Vincent Cappello la pièce de théâtre Michetonneuse, dans laquelle elle joue aux côtés des comédiennes Zoé Marchal, Lani Sogoyou et Léa Issert.

### Vie privée
À partir de 2007, Amelle est la compagne de l'acteur et humoriste Fabrice Éboué. Le 15 janvier 2015, elle donne naissance à leur premier enfant.
Le 1er décembre 2018, Fabrice Eboué annonce leur séparation sur le plateau de l'émission Les Terriens du samedi !, après onze ans de vie commune.

### Engagements
En novembre 2024, Amelle Chahbi participe à la cérémonie Les Pics d'Or, organisée par la fondation pour le logement des défavorisés, pour dénoncer, avec ironie, le mobilier urbain anti-SDF.

## Spectacles
- 2011 : Amour sur place ou à emporter, mise en scène de Fabrice Éboué, théâtre Le Temple
- 2012 / 2013 : Amour sur place ou à emporter, mise en scène de  Fabrice Éboué, théâtre du Gymnase
- 2016 : Où est Chahbi ?, mise en scène de Josiane Balasko, théâtre de Paris

## Filmographie

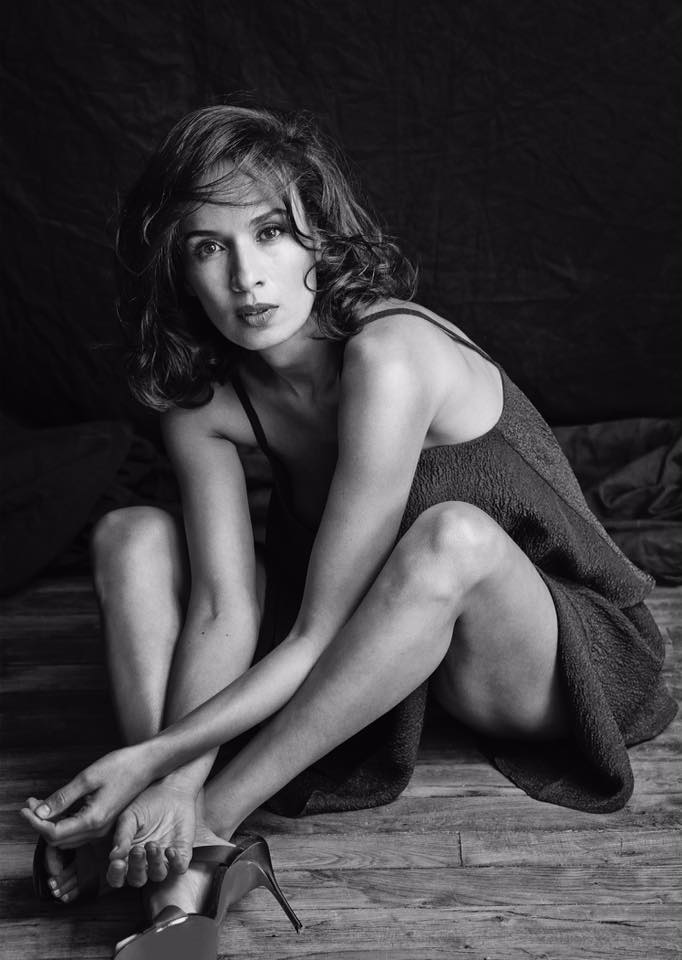
Amelle Chahbi en 2017.

### Cinéma

#### Actrice
- 2002 : Filles perdues, cheveux gras de Claude Duty
- 2008 : L'Éclaireur de Djibril Glissant : Linda
- 2009 : Le Chihuahua De Beverly Hills de Raja Gosnell : voix de Chloé
- 2009 : Les Barons de Nabil Ben Yadir : Malika
- 2012 : Renée (court métrage) de Jezabel Marques Nakache: Fred
- 2013 : Denis de Lionel Bailliu : Isabelle
- 2013 :  Joséphine, de Agnès Obadia : Rose
- 2014 : Le Crocodile du Botswanga de Fabrice Eboué et Lionel Steketee : Karina
- 2014 : Amour sur place ou à emporter d'Amelle Chahbi : Amelle
- 2017 : Coexister de Fabrice Eboué : Alexia
- 2019 : All Inclusive de Fabien Onteniente : Sonia
- 2020 : Tout simplement noir de Jean-Pascal Zadi : Elle-même
- 2020 : Des hommes de Lucas Belvaux : Madame Chefraoui

#### Réalisatrice
- 2014 : Amour sur place ou à emporter
- 2016 : Pourquoi nous détestent-ils ?

### Télévision
- 1995 : clip de la chanson Simple & funky d'Alliance Ethnik
- 2009 : Inside Jamel Comedy Club (série)
- 2010 - 2012 : Ce soir avec Arthur (émission)
- 2011 : United colors of Jean-Luc (série)
- 2011 - 2013 : Mon frigo m'a dit (série)
- 2012 : Vendredi, tout est permis avec Arthur (émission)
- 2012 : La Chanson du Dimanche, la série (série)
- 2014 : Scènes de ménages (prime-time : Tenue correcte exigée)
- 2020 : Faites des gosses de Philippe Lefebvre (série)
- 2021 : Gloria de Julien Colonna (série)
- 2022 : Vendredi, tout est permis avec Arthur - VTEP 10 ans (émission)
- 2022 : Entre ses mains de Vincent Lannoo (téléfilm) : Inès